# Collins Aerospace
Pour les articles homonymes, voir Hamilton.
Collins Aerospace est une société aéronautique américaine créée par la fusion de plusieurs entreprises comme Sundstrand, Hamilton Standard, Goodrich Corporation et Rockwell Collins.

## Histoire
La société Sundstrand Corporation a été créée en 1926 à Rockford dans l’Illinois à la suite de la fusion de deux entreprises locales, la Rockford Tool Company et la Rockford Milling Machine Company. Après plusieurs changements de dénomination sociale, elle s'est appelée Sundstrand Corporation en 1959. Elle fabriquait des machines-outils (tours, fraiseuses...) et des systèmes hydrauliques (pompes).
Depuis, Sundstrand s'est investie dans des domaines aussi pointus que l'aérospatial et s'est diversifiée grâce à de nombreuses filiales réparties dans le monde entier. On peut donc trouver le nom de Sundstrand dans des secteurs tels que l'aéronautique, la pétrochimie, les travaux publics, l'agriculture, le traitement de l'eau...
Parallèlement en 1933, Arthur A. Collins (en) fonde la Radio Company Collins dans l'Iowa. Après des difficultés financières, la compagnie a été achetée par Rockwell International en 1973. La division avionique est détachée en 2001 pour former Rockwell Collins.
En 1999, Sundstrand fusionne avec le groupe Hamilton Standard pour devenir Hamilton Sundstrand. Grâce à cette fusion, Sundstrand intègre le groupe United Technologies Corporation (UTC).
En 2012, Hamilton Sundstrand fusionne avec Goodrich Corporation et crée UTC Aerospace Systems.
En septembre 2017, United Technologies Corporation annonce l'acquisition de Rockwell Collins pour 30 milliards de dollars. Après intégration au sein de UTC Aerospace Systems, la nouvelle entité prend le nom Collins Aerospace. En 2019, UTC fusionne avec Raytheon. Le conglomérat prend le nom en 2023 de RTX Corporation. Collins annonce plus de 80 000 employés et un chiffre d'affaires de 26,2 milliards de dollars américains dont 35 % dans le secteur de la défense.  
En 2023, les activités de commandes de vol et d’actionnement de Collins Aerospace sont achetées par Safran. Le montant de l’acquisition s'élève à 1,8 milliard de dollars, elle est finalisé en juillet 2025. Cette branche emploie 4 000 personnes sur huit sites européens (Royaume-Uni, Italie, France) et en Asie, aux États-Unis et en Inde, générant en 2024 un chiffre d’affaires de 1,55 milliard de dollars et un EBITDA de 130 millions de dollars. Ces systèmes sont intégrés à bord de 180 programmes.

## En France
Collins Aerospace et ses filiales ont dix-huit sites industriels et emploient 4 000 personnes en 2019 :
- Propeller Systems : trois sites dont Ratier-Figeac,
- Avionics : trois sites dont le plus important est à Blagnac,
- Actuation Systems : un site à Saint-Ouen-l’Aumône dans le Val-d'Oise, et un autre à Saint-Marcel dans l'Eure[8].
- Fire protection systems (L'Hotellier) : un site à Antony dans les Hauts-de-Seine.